# Craugastor polyptychus
Espèce
Synonymes
- Hylodes polyptychus Cope, 1886
- Eleutherodactylus polyptychus (Cope, 1886)

Statut de conservation UICN

 LC  : Préoccupation mineure
Craugastor polyptychus est une espèce d'amphibiens de la famille des Craugastoridae.

## Répartition
Cette espèce se rencontre du niveau de la mer à 260 m d'altitude le long de la côte caraïbe dans l'extrême Sud-Est du Nicaragua, au Costa Rica et dans l'extrême Ouest du Panama.

## Description

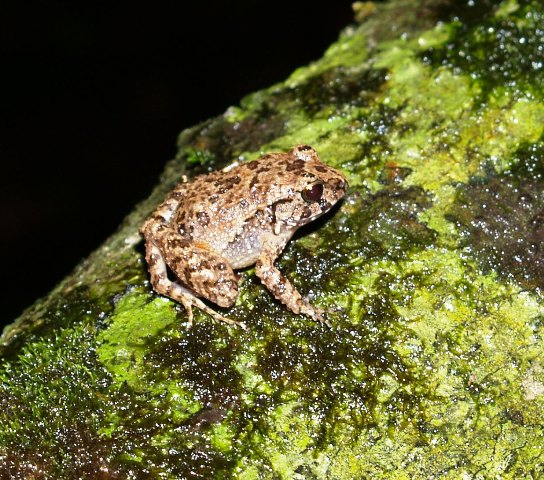
Craugastor polyptychus

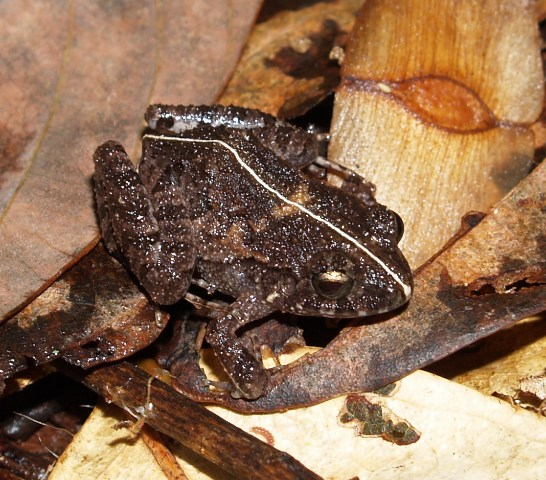
Craugastor polyptychus

L'holotype mesure 27 mm.

## Publication originale
- Cope, 1886 : Thirteenth Contribution to the Herpetology of Tropical America. Proceedings of the American Philosophical Society, vol. 23, no 122, p. 271-287 (texte intégral).